# Engaeus curvisuturus
Engaeus curvisuturus é uma espécie de crustáceo da família Parastacidae.
É endémica da Austrália.